# Saison 1 de Bull
Chronologie
Saison 2
Cet article présente le guide des épisodes de la première saison de la série télévisée américaine Bull.

## Généralités
- Aux États-Unis, la saison est diffusée depuis le 20 septembre 2016 sur le réseau CBS.
- Au Canada, la saison est diffusée en simultanée sur le réseau Global[1].
- Le 17 octobre 2016, CBS commande neuf épisodes supplémentaires pour compléter la saison, soit un total de 22 épisodes[2],[3].

## Distribution

### Acteurs principaux
- Michael Weatherly (VF : Xavier Fagnon) : Dr Jason Bull
- Freddy Rodriguez (VF : Emmanuel Garijo) : Benjamin (Benny) Colón
- Geneva Carr (VF : Marie Chevalot) : Marissa Morgan
- Jaime Lee Kirchner (VF : Youna Noiret) : Danny James
- Annabelle Attanasio (VF : Kelly Marot) : Cable McCrory
- Christopher Jackson (VF : Gilduin Tissier) : Chunk Palmer

### Acteurs récurrents et invités
- Dena Tyler (Liberty Davis) (épisodes 1, 6 et 16)
- Trieste Kelly Dunn : Captain Taylor Mathison[4] (épisode 2)
- Sarah Steele : Ellen Huff[5] (épisode 3)
- Jill Flint : Diana Lindsay[6] (épisodes 4 et 15)
- Yara Martinez : Isabella Colon, ex de Jason[7] (épisode 8)
- Eliza Dushku : J.P. Nunnelly[8] (dès l'épisode 21)

## Épisodes

### Épisode 1:Quoi de neuf docteur?
- États-Unis /  Canada : 20 septembre 2016 sur CBS[9] / Global[10]
- Québec : 31 août 2017 sur Séries+[11]
- Belgique : 2 mai 2018 sur RTL-TVI
- France : 22 juin 2018 sur M6[12]

- États-Unis : 15,56 millions de téléspectateurs[13] (première diffusion)
- Canada : 2,801 millions de téléspectateurs[14] (première diffusion + différé 7 jours)

- Luke Slattery (Brandon Peters)
- Katherine Reis (Taylor Bensimon)
- Frederick Weller (en) (Pete Peters)
- Peter Francis James (Clyde Rutledge)
- Alex Hurt (A.D.A. Bill Knebel)
- Tammy Blanchard (Adele Bensimon)
- Reg Rogers (Freddy Bensimon)
- Jane Dashow (Judge Greenfield)
- Tamara Hickey (Gail Peters)
- Teresa Ting (Alyssa Yang)
- Marcus Choi (David Yang)
- Kristen Hung (Grace Yang)
- Samantha Jones (Bess Johnson)
- Dylan Prince (Antwan Davis)
- Morgan Lynch (Blaze Miller)
- Robert C. Kirk (Frank Pulver)
- Brian McCormack (Fred Baker)
- Jimmy Saito (Peyton Shong)
- Nedra McClyde (Rosalind Hammer)
- Nancy Nagrant (Sarah Burton)
- Ryan Speakman (Ted Shears)
- Ana Diaz (Tiara Williams)
- Ellie Knaus (TV Reporter)
- Jesse Lee (Josh Takahashi)
- Warren Bub (Frank Mirror)
- Curtiss Cook, Jr. (Antwan Mirror)
- Jane Stiles O'Hara (Blaze Mirror)
- Geoffrey Dawe (Fred Mirror)
- Christina Redd (Rosalind Mirror)
- Emily Donahoe (Sarah Mirror)
- Tom Deckman (Ted Mirror)
- Alejandra Reyes (Tiara Mirror)
- Kelly Karloff (Verinka)
- Saragrace Tramont (Nurse)
- Jenna DiMartini (NYPD Officer)
- Jeff Rubino (Witness #1)
- Ralph Adriel Johnson (Witness #2)
- Kimberly Stern (Witness #3)
- David Harrell (Witness #4)
- Freddy Ordenana (Witness #5)
- James P. Rees (Witness #6)
- Erin Anderson (Witness #7)
- Hazel Anne Raymundo (Witness #8)
- Karen Bergreen (Witness #9)
- Anthony Perullo (Witness #10)
- Nasreen Rahman (Witness #11)
- Meng Ai (Witness #12)
- Tim Aumiller (Witness #13)
- Maxine Prescott (Witness #14)
- Anna Finkelshteyn (Witness #15)
- Kinga Piersiak (Witness #16)

Le docteur Jason Bull est un psychologue et consultant juridique, il s'est spécialisé dans la préparation des témoins en utilisant ses compétences et sa technologie pour déduire les intentions des jurés, de son client et de toutes les personnes impliquées.

### Épisode 2:La Théorie du genre
- États-Unis /  Canada : 27 septembre 2016 sur CBS / Global
- Québec : 7 septembre 2017 sur Séries+
- Belgique : 2 mai 2018 sur RTL-TVI
- France : 22 juin 2018 sur M6

- États-Unis : 13,61 millions de téléspectateurs[15] (première diffusion)
- Canada : 2,431 millions de téléspectateurs[16] (première diffusion + différé 7 jours)

- Trieste Kelly Dunn (Captain Taylor Mathison)
- Geoffrey Blake (Weber)
- Aaron Serotsky (Attorney Dworkin)
- Daniel Morgan Shelley (Rogers)
- Clara Wong (Mary Fowler)
- Adina Alexander (Judge Edith Rothstein)
- Todd Faulkner (Dave Reynolds)
- Malin Barr (Tanya Bryant)
- Daniel Raymont (Vince Stowman)
- Michele Tauber (Juror Martha Plemmons)
- Kendall Lloyd (Jury Foreman George)
- Lisa Therese Darden (Juror Alice)
- Bruno Iannone (Older Man)
- Lynne Valley (Juror Juliette Lee)
- Lawrence Arancio (Juror Orville Maynard)
- Andrew Ayala (Juror Frederick West)
- Blain Sanchez (Juror Dave Lemanski)
- Thomas Benton (Judge Ferris)
- William Henderson White (Mock Foreman #1)
- Natasha Murray (Mock Foreman #2)
- Denise Bessette (Mock Foreman #3)
- Ricardo Alvarado (Mock Foreman #4)
- Helen Mendez (Martha Plemmons Mirror)
- Kyle LeMaire (Mirror George)
- Heather Hill (Mirror Juror Alice)
- Amy Holmes (CBS Reporter)
- Khamailei Angelil (Aide)
- Jack Halpin (Airline Exec)
- Joseph John Moffa (Person #1)

Un accident d'avion de ligne cause la mort de 62 personnes, seul le pilote de l'avion, le capitaine Taylor Mathison, survit au crash. Pour éviter la publicité négative, la compagnie aérienne souhaite passer un accord pour négligence contre Mathison. Si elle accepte, elle ne pourra plus jamais être pilote de ligne.

### Épisode 3:Le Quatrième Pouvoir
- États-Unis /  Canada : 11 octobre 2016 sur CBS / Global
- Québec : 14 septembre 2017 sur Séries+
- Belgique : 9 mai 2018 sur RTL-TVI
- France : 22 juin 2018 sur M6

- États-Unis : 13 millions de téléspectateurs[17] (première diffusion)
- Canada : 2,266 millions de téléspectateurs[18] (première diffusion + différé 7 jours)

- Celeste Arias (Reese)
- Tiffany Villarin (Amanda Toll)
- Sarah Steele (Ellen Huff)
- Adriana DeGirolami (Gina)
- Joe Grifasi (Judge Arlen Rand)
- Matt Wall (Reporter #1)
- Alex Breaux (Rob McKellan)
- Charles Bendes (Peter)
- Amelia Fowler (Amy, Jury Foreman)
- Lilli Cooper (Claudia)
- Gabriel Awan (Court Officer)
- Bill Vila (Mock Juror #1)
- Cilda Shaur (Mock Juror #2)
- Nell Balaban (Mock Juror #3)
- Dacyl Acevedo (Angela)
- James Vincent Boland (Freddie)
- Josh Alscher (Wade Miller)
- Matt Lipton (Christopher)
- Anja Jai (Jessica)
- Kim Exum (Agatha)
- William Chang (Sydney)
- James Kautz (Mirror Wade)
- Alex Ashrafi (Mirror Christopher)
- Divya Sethi (Mirror Jessica)
- Tiffany Robinson (Mirror Agatha)
- James Tam (Mirror Sydney)
- Teresa Woods (Reporter #2)

Un basketteur universitaire est assassiné. Une blogueuse populaire révèle au grand public qu'une camarade, Reese, l'avait accusé de l'avoir violée quelque temps plus tôt. Tout porte à croire que Reese s'est vengée.

### Épisode 4:Callisto
- États-Unis /  Canada : 18 octobre 2016 sur CBS / Global
- Québec : 21 septembre 2017 sur Séries+
- Belgique : 9 mai 2018 sur RTL-TVI
- France : 29 juin 2018 sur M6

- États-Unis : 12,29 millions de téléspectateurs[19] (première diffusion)
- Canada : 2,308 millions de téléspectateurs[20] (première diffusion + différé 7 jours)

- Barrett Doss (Kerry Ketchum)
- Joe Tippett (Merle Deavers)
- Jill Flint (Diana Lindsay)
- Luke Forbes (Louis the Bailiff)
- Frank Ridley (Judge Albert Darling)
- Sam McMurray (Errol Windemere)
- Suzanna Hay (Mary, Juror #1)
- Don Guillory (Ethan, Juror #7)
- Tom Brangle (Roger, Juror)
- Darin Guerrasio (Dr Miller)
- Kathleen Kwan (Dr Wolf)
- Kenneth Maharaj (Plaintiff's Expert)
- Tre Jamison (Darren)
- Bryce Lorenzo (Allison)
- Carol Woods (Debbie)
- Randall McNeal (Reporter)

Une jeune biologiste a développé un traitement contre l’hémophilie pour soigner sa sœur et le met sur le marché. Mais une entreprise pharmaceutique, menée par Errol Windemere, qui détient le brevet du traitement original.

### Épisode 5:Rien que la vérité
- États-Unis /  Canada : 25 octobre 2016 sur CBS / Global
- Québec : 28 septembre 2017 sur Séries+
- Belgique : 16 mai 2018 sur RTL-TVI
- France : 29 juin 2018 sur M6

- États-Unis : 11,61 millions de téléspectateurs[21] (première diffusion)
- Canada : 2,347 millions de téléspectateurs[22] (première diffusion + différé 7 jours)

- Kelcy Griffin (Lauren Everton)
- Zach Appelman (Richard)
- Suzzanne Douglas (Betty Everton)
- Jeremy Shamos (Isaac Chambers)
- Parker Stevenson (Gavin Everton)
- John Douglas Thompson (en) (Greg Perkins)
- Chance Kelly (Detective Hagerty)
- Feliz Ramirez (Serveuse)
- John Parker Wood, III (Max Kennedy)
- Dorcas Leung (Lily)
- Buck Hinkle (Doug)
- De'Adre Aziza (Wendy)
- Keenan Jollif (Dominick)
- Gayle Samuels (Judge)
- Chad Goodridge (Rocco)
- Tim Miller (Friendly Juror)
- Ivan Moore (Court Officer)
- Jose David Carranza (Jesse)
- Theogan Iyer (Passenger Theo)

### Épisode 6:Les Dieux de l'Olympe
- États-Unis /  Canada : 15 novembre 2016 sur CBS / Global
- Québec : 5 octobre 2017 sur Séries+
- Belgique : 16 mai 2018 sur RTL-TVI
- France : 29 juin 2018 sur M6

- États-Unis : 11,87 millions de téléspectateurs[23] (première diffusion)
- Canada : 2,224 millions de téléspectateurs[24] (première diffusion + différé 7 jours)

Dena Tyler (Liberty Davis)

### Épisode 7:Collision
- États-Unis /  Canada : 22 novembre 2016 sur CBS / Global
- Québec : 12 octobre 2017 sur Séries+
- Belgique : 23 mai 2018 sur RTL-TVI
- France : 6 juillet 2018 sur M6

- États-Unis : 10,87 millions de téléspectateurs[25] (première diffusion)
- Canada : 2,224 millions de téléspectateurs[26] (première diffusion + différé 7 jours)

- Ben Hollandsworth (Gil Foster)
- Chris Beetem (en) (John Phillips)
- John Ventimiglia (Dormit)
- Rod Knoll (Arthur Jolene)
- Marcus Ho (Joe Mercado)
- Jade Wu (Judge Bergen)
- Alex Danilov (Carter Phillips)
- Stefanie Flores (Karen)
- Leslie Silva (Judge Maya Lamkin)
- Lucca De Oliveira (Austin Becker)
- Jason Ostrowski (Coach Gary)
- Karina Arroyave (Lurla Gray)
- Jacob Berger (Police Officer)
- Nicole Beatty PKA Mugga (Juror Geraldine)
- Jason Boyle (Juror Peter)
- George Newton (Juror George)
- Milly Guzman (Potential Juror #1)

### Épisode 8:Madame Parfaite
- États-Unis /  Canada : 6 décembre 2016 sur CBS / Global
- Québec : 19 octobre 2017 sur Séries+
- Belgique : 23 mai 2018 sur RTL-TVI
- France : 6 juillet 2018 sur M6

- États-Unis : 11,68 millions de téléspectateurs[27] (première diffusion)
- Canada : 2,124 millions de téléspectateurs[28] (première diffusion + différé 7 jours)

### Épisode 9:Rumeurs et Préjugés
- États-Unis /  Canada : 13 décembre 2016 sur CBS / Global
- Québec : 26 octobre 2017 sur Séries+
- Belgique : 30 mai 2018 sur RTL-TVI
- France : 6 juillet 2018 sur M6

- États-Unis : 11,61 millions de téléspectateurs[29] (première diffusion)
- Canada : 2,307 millions de téléspectateurs[30] (première diffusion + différé 7 jours)

### Épisode 10:E. J.
- États-Unis /  Canada : 3 janvier 2017 sur CBS / Global
- Québec : 2 novembre 2017 sur Séries+
- Belgique : 30 mai 2018 sur RTL-TVI
- France : 13 juillet 2018 sur M6

- États-Unis : 11,3 millions de téléspectateurs[31] (première diffusion)
- Canada : 2,45 millions de téléspectateurs[32] (première diffusion + différé 7 jours)

- Justine Lupe (Ginny Bretton)
- Robert Gorrie (E.J.)
- Curtiss Cook (Dean Poole)
- Dan McCabe (Carter Spinell)
- Saidah Arrika Ekulona (Judge Lucille Abernathy)
- Howard W. Overshown (Inglis)
- Isabelle McCalla (Erica)
- Anna Weng (Stella)
- Brian William Sheppard (Alvin)
- Athena Colón (Darbie)
- Joshua De La Cruz (Adam Bunson)
- Karl Jacob (Sarcoma)
- Gary Littman (Robert)

### Épisode 11:La Mante religieuse
- États-Unis /  Canada : 17 janvier 2017 sur CBS / Global
- Québec : 9 novembre 2017 sur Séries+
- Belgique : 6 juin 2018 sur RTL-TVI
- France : 13 juillet 2018 sur M6

- États-Unis : 11,11 millions de téléspectateurs[33] (première diffusion)
- Canada : 1,826 million de téléspectateurs[34] (première diffusion + différé 7 jours)

- Dena Tyler (Liberty Davis)
- Latarsha Rose (Donna Henderson)
- Jordan Mahome (William Henderson)
- Willa Fitzgerald (Susan Bryant)
- Cindy Cheung (Wendy Anderson)
- Jared Kemp (Jordan)
- Eric Freeman (Calvin)
- Nancy Farrell (Noreen)
- Ryan G. Dunkin (Edward)
- R.A. Guirand (Kenny)
- Claudia DiFolco (Simone)
- Molly Crowley (Margaret)
- Stephen O'Reilly (Jeffrey Bryant)
- Josh Liberight (Judge Ranken)
- Dan Shor (Dr Hickman)
- Duvall O'Steen (Dr Strand)
- Kacie Sheik (Courtney)
- Huw Collins (Gabe)
- Kathleen Henry (Jennifer)
- Harry Raab Alderson (Frederick)
- Danny Kuriakose (Man on the Street #3)
- Rodney Jones (Man on the Street #4)
- Sigalit Hamberger (Man on the Street #5)

### Épisode 12:Le Syndrome de Stockholm
- États-Unis /  Canada : 24 janvier 2017 sur CBS / Global
- Québec : 16 novembre 2017 sur Séries+
- Belgique : 6 juin 2018 sur RTL-TVI
- France : 13 juillet 2018 sur M6

- États-Unis : 11,17 millions de téléspectateurs[35] (première diffusion)
- Canada : 1,939 million de téléspectateurs[36] (première diffusion + différé 7 jours)

- Christina Jackson (Laurel Guthrie)
- Ed Jewett (Ned Elston)
- James Ciccone (en) (Anthony)
- Bryan Hamilton (Sebastian)
- Elizabeth Paige (Yael)
- Evan Parke (Lt. Thader)
- Driton Tomaj (Gordon Guthrie)
- Katy Grenfell (Pam)
- Jinn S. Kim (ESU Specialist)
- Anthony Hull (Kendrick)
- Aaron Gonzalez (Lionel)
- Katarina Morhacova (Natalia)
- Daniel Jenkins (ADA Carey Weinbach)
- Diana Perez (Claire, Reporter)
- Jake Eavey (Bobby Vega)

### Épisode 13:La Chute des Titans
- États-Unis /  Canada : 7 février 2017 sur CBS / Global
- Québec : 23 novembre 2017 sur Séries+
- Belgique : 13 juin 2018 sur RTL-TVI
- France : 20 juillet 2018 sur M6

- États-Unis : 10,78 millions de téléspectateurs[37] (première diffusion)
- Canada : 2,172 millions de téléspectateurs[38] (première diffusion + différé 7 jours)

- Omar Maskati (Jace Rundle)
- Amy Rutberg (en) (Abigail)
- Jayce Bartok (Vin Gallico)
- Alexa Mansour (Yuna Kee)
- Nicholas Barasch (Mendel)
- Lawrence Ballard (Judge Granby)
- Adam Aseem Tiwari (Leo Frye)
- Ramón Núñez (Dewey Cussler)
- Hannah Jelinovic (Hawley Slan)
- David Rysdahl (Wes)
- Penny Lynn White (Connie)
- Kevin Sebastian (Walter)
- Joshua Zisholtz (Roger)
- Lana Young (Heidi)
- Morgan Webb (Neely Lamm)
- Kevin Godec (Patrick)
- Lydia Gladstone (Mirror Connie)
- Torrey Wigfield (Mirror Walter)
- Andrew Kaempfer (Mirror Rodger)
- Steve Lord (Bouncer)
- Shari Abdul (Cosplayer)
- Michael Shaw (Rick Jarvis)

### Épisode 14:Secret défense
- États-Unis /  Canada : 14 février 2017 sur CBS / Global
- Québec : 30 novembre 2017 sur Séries+
- Belgique : 13 juin 2018 sur RTL-TVI
- France : 20 juillet 2018 sur M6

- États-Unis : 10,64 millions de téléspectateurs[39] (première diffusion)
- Canada : 2,039 millions de téléspectateurs[40] (première diffusion + différé 7 jours)

- Holly Curran (Lt. Tamsin Dale)
- Donnie Keshawarz (en) (Major Carl Burkitt)
- Linda Powell (en) (Colonel Garcia)
- Andre Ware (Colonel Abernathy Jackson)
- Tom Degnan (en) (Agent spécial John Riley)
- Em Grosland (jeune hipster)
- Giullian Yao Gioiello (Lt. Chang)
- Adam Lindo (M.P. 1)
- Brynne Erin McManimie (Capitaine Elissa Willimon, juré n°12)
- Jose Guns Alvez (Jack Hernandez, juré n°4)
- Bibi Nshimba (en) (Capitaine Sharice Wellstone, juré n°5)
- Brian Cade (Capitaine Lambert, juré n°8)
- Ratimi Paul (M.P. 3)
- Jennifer Egan (M.P. 2)

### Épisode 15:Le Milliardaire sociopathe
- États-Unis /  Canada : 21 février 2017 sur CBS / Global
- Québec : 7 décembre 2017 sur Séries+
- Belgique : 20 juin 2018 sur RTL-TVI
- France : 20 juillet 2018 sur M6

- États-Unis : 10,66 millions de téléspectateurs[41] (première diffusion)
- Canada : 1,816 million de téléspectateurs[42] (première diffusion + différé 7 jours)

Jill Flint (Diana Lindsay)

### Épisode 16:Sabotage
- États-Unis /  Canada : 7 mars 2017 sur CBS / Global
- Québec : 14 décembre 2017 sur Séries+
- Belgique : 20 juin 2018 sur RTL-TVI
- France : 27 juillet 2018 sur M6

- États-Unis : 10,39 millions de téléspectateurs[43] (première diffusion)
- Canada : 1,815 million de téléspectateurs[44] (première diffusion + différé 7 jours)

Frank Whaley (Max Hyland)

### Épisode 17:Les Loups deWall Street
- États-Unis /  Canada : 28 mars 2017 sur CBS / Global
- Québec : 21 décembre 2017 sur Séries+
- Belgique : 27 juin 2018 sur RTL-TVI
- France : 27 juillet 2018 sur M6

- États-Unis : 10,9 millions de téléspectateurs[45] (première diffusion)
- Canada : 1,855 million de téléspectateurs[46] (première diffusion + différé 7 jours)

- Laura Breckenridge (Erin Howland)
- Cristina Rosato (Sofia Dern)
- Kurt Fuller (Judge Robert Genda)
- Paul Fitzgerald (Defense Attorney Peter Glauster)
- Ian Lithgow (CEO Griffin Fuller)
- Andy Bustillos (Larry Kane)
- Adrianne Frost (Marian)
- Jack O'Connell (Ed)
- Erika Robel (Stella)
- Mark Stolzenberg (Frank)
- Andy Striph (Glen)
- Michael McFadden (Mike)
- Mark K. Anthony (Security Guard)
- Alexa Adderley (Kelsey)
- Jesse Ray Sheps (Luke)

### Épisode 18:Victime de la mode
- États-Unis /  Canada : 4 avril 2017 sur CBS / Global
- Québec : 28 décembre 2017 sur Séries+
- Belgique : 27 juin 2018 sur RTL-TVI
- France : 3 août 2018 sur M6

- États-Unis : 11,13 millions de téléspectateurs[47] (première diffusion)
- Canada : 1,728 million de téléspectateurs[48] (première diffusion + différé 7 jours)

- Paulina Porizkova (Nella Wester)
- J. Alexander (lui-même)
- Simon Doonan (lui-même)
- Jessica Perez (elle-même)

### Épisode 19:Guerre d'egos
- États-Unis /  Canada : 18 avril 2017 sur CBS / Global
- Québec : 11 janvier 2018 sur Séries+
- Belgique : 4 juillet 2018 sur RTL-TVI
- France : 3 août 2018 sur M6

- États-Unis : 10,32 millions de téléspectateurs[49] (première diffusion)
- Canada : 1,835 million de téléspectateurs[50] (première diffusion + différé 7 jours)

Isaiah Washington (Jules Caffrey)

### Épisode 20:Meurtre sous hypnose
- États-Unis /  Canada : 2 mai 2017 sur CBS / Global
- Québec : 18 janvier 2018 sur Séries+
- Belgique : 4 juillet 2018 sur RTL-TVI
- France : 10 août 2018 sur M6

- États-Unis : 10,83 millions de téléspectateurs[51] (première diffusion)
- Canada : 1,836 million de téléspectateurs[52] (première diffusion + différé 7 jours)

- Meryl Jones Williams (Dr Amy Levin)
- Brendan Dooling (Troy Dickerson)
- Desmin Borges (en) (Reed Kenworthy)
- Nicole Shalhoub (Prosecutor Valence)
- Tony Del Bono (Juror, #4)
- Dani Baum (Juror, #5)
- James McCaffrey (Thornton Grey)
- Jason MacDonald (Clint Dickerson)
- Caroline Kaplan (Rachel Grey)
- Arija Bareikis (Moira Dickerson)
- Guy Whitlock (Judge)
- Bobby Beckles (Bailiff)

### Épisode 21:En pleine tempête
- États-Unis /  Canada : 9 mai 2017 sur CBS / Global
- Québec : 25 janvier 2018 sur Séries+
- Belgique : 11 juillet 2018 sur RTL-TVI
- France : 10 août 2018 sur M6

- États-Unis : 11,03 millions de téléspectateurs[53] (première diffusion)
- Canada : 1,439 million de téléspectateurs[54] (première diffusion + différé 7 jours)

- Eliza Dushku (J.P. Nunnelly)
- Delaney Williams (Wilson Jessup)
- Joel de la Fuente (Brent Janson)
- Joe Grifasi (Judge Arlen Rand)
- Curzon Dobell (Calvin Browning)
- Jennifer Van Dyck (Veronica Browning)
- Christopher James Baker (Hayden Watkins)
- Alexis Suarez (Clerk)
- Rachel Rath (Waitress)
- Adam Dietlien (Attractive Man)
- Tom Tammi (Talk Show Host)
- Myles Humphus (Prison Guard)

### Épisode 22:Nos vilains petits secrets
- États-Unis /  Canada : 16 mai 2017 sur CBS / Global
- Québec : 1er février 2018 sur Séries+
- Belgique : 11 juillet 2018 sur RTL-TVI
- France : 17 août 2018 sur M6

- États-Unis : 10,97 millions de téléspectateurs[55] (première diffusion)
- Canada : 1,792 million de téléspectateurs[56] (première diffusion + différé 7 jours)

- Eliza Dushku (J.P. Nunnelly)
- Peter Jacobson (Gareth Tilden)

### Épisode 23:Miamivice
- États-Unis /  Canada : 23 mai 2017 sur CBS / Global
- Québec : 8 février 2018 sur Séries+
- Belgique : 11 juillet 2018 sur RTL-TVI
- France : 17 août 2018 sur M6

- États-Unis : 8,54 millions de téléspectateurs[57] (première diffusion)
- Canada : 1,671 million de téléspectateurs[58] (première diffusion + différé 7 jours)

Eliza Dushku (J.P. Nunnelly)

## Cotes d'écoute au Canada anglophone

### Portrait global
- La moyenne de cette saison est d’environ 2,06 millions de téléspectateurs[Note 1].

### Données détaillées
| Numéro épisode | Titre original        | Diffuseur | Date de diffusion originale (2016-2017) | Heure        | Cotes d'écoute (en téléspectateurs) | Classement soirée | Classement semaine |
| -------------- | --------------------- | --------- | --------------------------------------- | ------------ | ----------------------------------- | ----------------- | ------------------ |
| 1              | The Necklace          | Global    | Mardi 20 septembre 2016                 | 21 h HE / HP | 2 801 000                           | 1                 | 1                  |
| 2              | The Woman in 8D       | Global    | Mardi 27 septembre 2016                 | 21 h HE / HP | 2 431 000                           | 1                 | 2                  |
| 3              | Unambiguous           | Global    | Mardi 11 octobre 2016                   | 21 h HE / HP | 2 266 000                           | 2                 | 4                  |
| 4              | Calisto               | Global    | Mardi 18 octobre 2016                   | 21 h HE / HP | 2 308 000                           | 1                 | 2                  |
| 5              | Just Tell the Truth   | Global    | Mardi 25 octobre 2016                   | 21 h HE / HP | 2 347 000                           | 1                 | 2                  |
| 6              | Bedside Manner        | Global    | Mardi 15 novembre 2016                  | 21 h HE / HP | 2 224 000                           | 1                 | 2                  |
| 7              | Never Saw the Sign    | Global    | Mardi 22 novembre 2016                  | 21 h HE / HP | 2 312 000                           | 1                 | 2                  |
| 8              | Too Perfect           | Global    | Mardi 6 décembre 2016                   | 21 h HE / HP | 2 124 000                           | 2                 | 2                  |
| 9              | Light My Fire         | Global    | Mardi 13 décembre 2016                  | 21 h HE / HP | 2 307 000                           | 1                 | 2                  |
| 10             | EJ                    | Global    | Mardi 3 janvier 2017                    | 21 h HE / HP | 2 450 000                           | 1                 | 4                  |
| 11             | Teacher's Pet         | Global    | Mardi 17 janvier 2017                   | 21 h HE / HP | 1 826 000                           | 2                 | 4                  |
| 12             | Stockholm Syndrome    | Global    | Mardi 24 janvier 2017                   | 21 h HE / HP | 1 939 000                           | 2                 | 2                  |
| 13             | The Fall              | Global    | Mardi 7 février 2017                    | 21 h HE / HP | 2 172 000                           | 1                 | 3                  |
| 14             | It's Classified       | Global    | Mardi 14 février 2017                   | 21 h HE / HP | 2 039 000                           | 2                 | 3                  |
| 15             | What's Your Number?   | Global    | Mardi 21 février 2017                   | 21 h HE / HP | 1 816 000                           | 2                 | 6                  |
| 16             | Free Fall             | Global    | Mardi 7 mars 2017                       | 21 h HE / HP | 1 815 000                           | 2                 | 4                  |
| 17             | Name Game             | Global    | Mardi 28 mars 2017                      | 21 h HE / HP | 1 855 000                           | 2                 | 4                  |
| 18             | Dressed to Kill       | Global    | Mardi 4 avril 2017                      | 21 h HE / HP | 1 728 000                           | 3                 | 7                  |
| 19             | Bring It On           | Global    | Mardi 18 avril 2017                     | 21 h HE / HP | 1 835 000                           | 3                 | 5                  |
| 20             | Make Me               | Global    | Mardi 2 mai 2017                        | 21 h HE / HP | 1 836 000                           | 2                 | 4                  |
| 21             | How to Dodge a Bullet | Global    | Mardi 9 mai 2017                        | 21 h HE / HP | 1 439 000                           | 2                 | 11                 |
| 22             | Dirty Little Secrets  | Global    | Mardi 16 mai 2017                       | 21 h HE / HP | 1 792 000                           | 4                 | 15                 |
| 23             | Benevolent Deception  | Global    | Mardi 23 mai 2017                       | 21 h HE / HP | 1 671 000                           | 2                 | 4                  |